# تومي كين
تومي كين (بالإنجليزية: Tommy Keene)‏ هو ملحن ومغن مؤلف ومغني أمريكي، ولد في 30 يونيو 1958 في إيفانستون في الولايات المتحدة، وتوفي في 22 نوفمبر 2017.

## وصلات خارجية
- الموقع الرسمي
- تومي كين على موقع ميوزك برينز (الإنجليزية)
- تومي كين على موقع أول ميوزيك (الإنجليزية)
- تومي كين على موقع ديسكوغز (الإنجليزية)